# استلان وستردال
استلان وستردال (انگلیسی: Stellan Westerdahl; ۱۰ نوامبر ۱۹۳۵ – ۲۷ اوت ۲۰۱۸) قایقران قایق بادبانی اهل سوئد بود.